# Mariano Pérez de Ayala y Vaca
Mariano Pérez de Ayala y Vaca (Bollullos Par del Condado, 30 de agosto de 1899-Sevilla, 7 de marzo de 1981) fue un funcionario público y político español.
Fue alcalde de Sevilla del 21 de marzo de 1959 al 2 de diciembre de 1963, fecha en que dimitió del cargo. Llevó a cabo la ampliación de diversos colegios en la ciudad para que hubiera más plazas.  Su alcaldía coincidió con la inundación del Tamarguillo. No debe ser confundido con su nieto, Mariano Pérez de Ayala, concejal de Fiestas Mayores en el gobierno del alcalde Alfredo Sánchez Monteseirín.